# Samaná
Samaná es un municipio de la República Dominicana, que está situado en la provincia de Samaná.

## Toponimia
Su nombre Samaná proviene del taíno, escrito como Xamaná por los primeros Cronistas de Indias. Aún hoy el significado de dicha palabra no está del todo claro pero, según Alberti, es la palabra de origen fenicio que significa ‘’Lugar donde arribo el jefe cartaginés Zammna. Los indígenas pronunciaban ese nombre como Chamana.[cita requerida]

## Distritos municipales
Está formado por los distritos municipales de:
| Nombre        | Código   |
| ------------- | -------- |
| Samaná        | 03200101 |
| El Limón      | 03200102 |
| Arroyo Barril | 03200103 |
| Las Galeras   | 03200104 |

## Historia
Por disposición del gobernador español Francisco Rubio y Peñaranda fue fundada definitivamente la ciudad de Santa Bárbara de Samaná en 1756, siendo sus primeros pobladores familias españolas, concretamente de Islas Canarias. Fue elevada a la categoría de municipio en 1845 al crearse el Distrito Marítimo de Samaná.
En 1824, mientras República Dominicana estaba siendo gobernada por Jean-Pierre Boyer, se asentó una comunidad de negros norteamericanos en Samaná.

## Demografía
Según el Censo de Población y Vivienda de 2002, el municipio tenía una población total de 51501, de los cuales 26317 eran hombres y 25184 mujeres. La población urbana del municipio era de 79.24%.

## Economía
Las principales actividades económicas del municipio son el turismo, la agricultura y la pesca.